# José de León
José Alejandro de León Gómez (Madrid, 2 marzo 2004) è un calciatore dominicano con cittadinanza spagnola, attaccante del Barakaldo in prestito dall'Alavés.

## Carriera

### Club
De León è cresciuto nel settore giovanile dell'Alavés ed ha debuttato con la squadra B il 25 aprile 2021 nell'incontro di Segunda División B perso 2-0 contro l'Haro Deportivo. Il 16 gennaio 2024 ha debuttato in prima squadra nell'incontro di Coppa del Re perso 2-0 contro l'Athletic Bilbao.

### Nazionale
Ha giocato nella nazionale dominicana Under-23.
Nel 2024 è stato convocato dalla nazionale olimpica dominicana per partecipare ai Giochi della XXXIII Olimpiade.

## Statistiche

### Presenze e reti nei club
Statistiche aggiornate al 24 luglio 2024.
| Stagione        | Squadra         | Campionato      | Campionato | Campionato | Coppe nazionali | Coppe nazionali | Coppe nazionali | Coppe continentali | Coppe continentali | Coppe continentali | Altre coppe | Altre coppe | Altre coppe | Totale | Totale | Totale |
| Stagione        | Squadra         | Comp            | Pres       | Reti       | Comp            | Pres            | Reti            | Comp               | Pres               | Reti               | Comp        | Pres        | Reti        | Pres   | Reti   |        |
| --------------- | --------------- | --------------- | ---------- | ---------- | --------------- | --------------- | --------------- | ------------------ | ------------------ | ------------------ | ----------- | ----------- | ----------- | ------ | ------ | ------ |
| 2020-2021       | Alavés B        | SDB             | 3          | 0          |                 | -               | -               |                    | -                  | -                  |             | -           | -           | 3      | 0      |        |
| 2021-2022       | Alavés B        | SDR             | 2          | 0          |                 | -               | -               |                    | -                  | -                  |             | -           | -           | 2      | 0      |        |
| 2022-2023       | Alavés B        | SF              | 31         | 4          |                 | -               | -               |                    | -                  | -                  |             | -           | -           | 31     | 4      |        |
| 2023-2024       | Alavés B        | SF              | 31         | 5          |                 | -               | -               |                    | -                  | -                  |             | -           | -           | 31     | 5      |        |
| 2023-2024       | Alavés          | PD              | 0          | 0          | CR              | 1               | 0               |                    | -                  | -                  |             | -           | -           | 1      | 0      |        |
| Totale carriera | Totale carriera | Totale carriera | 67         | 9          |                 | 1               | 0               |                    | -                  | -                  |             | -           | -           | 68     | 9      |        |